# Соковник
Соковник је машина која издваја текући садржај из разних врста воћа, поврћа и трава при прављењу сокова и других врста напитака. Остатак након цијеђења се назива пулпа и такође се може искористити директно или даљом прерадом.

## Историја
Први облици соковника су биле ручне цједиљке за агруме (лимун, грејпфрут, лимету, поморанџу). Сок се добија притискањем и окретањем преполовљеног воћа на конусном врху цједиљке. Тиме се сок циједи у посуду која се налази испод врха. Овакве цједиљке су биле познате у 18. вијеку широм Европе и у Турској. Данас постоје и аутоматске цједиљке које саме окрећу воћку када се постави на врх.

## Врсте соковника
Аутоматске цједиљке истискују воће са једним или два велика шарафа (пужа) који улазе у убачени предмет и мрве га, а затим пресе притишћу настали остатак како би се исциједио сок. Сок пролази кроз сито, док пулпа остаје на њему и тако се одваја. Због не тако велике брзине окретања шарафа ови сокови немају много кисеоника па су врло квалитетни.
Центрифугални соковници су погодни за цијеђења сока из коштуњавог воћа и поврћа, док дају лошије резултете са бобицама и мекшим воћем. Фукционише на принципу ренде тањира и центрифугалног сита. Ренде тањир се брзо ротира и сијече и мрви храну. Затим преса притишће остатке уз цилиндрично центрифугално сито чијом се ротацијом одвајају сок и пулпа. У новије вријеме се користе и конусна сита. Предност ових соковника је брзо цијеђење сока што их чини погодним за ресторане.
Парни соковници су погодни за цијеђење и до неколико килограма воћа. На дну имају контејнер напуњен водом која производи пару. На њему се налази контејнер за прикупљање који има кошарицу која се сужава према врху. Та посуда такође има одвод. Воће се ставља у посуду у облику лијевка која на себи има бројне рупице и поклопац. Загријана пара се пење кроз лијевак и рупице и долази до посуде с воћем подижући ми температуру услијед чега оно пуца и циједи се кроз рупице и лијевак у контејнер за сакупљање. На овај начин у соку остају и ситнији комадићи пулпе као и евентуално сјемење.
Поред соковника који се користе у кухињи за мање количине постоје и велике пресе које се користе да се издвоји сок из великих количина воћа и поврћа при индустријској преради.

## Квалитет добијеног сока
Квалитет сока зависи од количине кисеоника у соку, као и темперетуре на којој је настао. Центрифугални соковници остављају поприлично велику количину кисеоника у соку што смањује витамински садржај. Центрифугални соковник такође уништава већину ензима, док парни уништава већину витамина и све ензиме због високе температуре. Најквалитетнији сок дају аутоматске цједиљке, док центрифугални дају највише сока.

## Галерија
- Аутоматска цједиљка с једним шарафом
- Цједиљка с два шарафа
- Центрифугални соковник с цилиндричним ситом
- Центрифугални с конусним ситом
- Парни соковник
- Путујућа преса која меље воће директно у воћњаку